# 酒井格
酒井 格（さかい いたる、1970年〈昭和45年〉3月24日 - ）は、日本の作曲家・編曲家。第81回選抜高等学校野球大会以降、入場行進曲の編曲を担当している。

## 略歴・人物
大阪府枚方市出身。5歳よりピアノを始め、6歳でピアノ曲を作曲。大阪府立香里丘高等学校では吹奏楽部に所属。香里丘高校3年生の時に作曲の『The Seventh Night of July』が、大阪音楽大学在学中にオランダのデ・ハスケ社から出版され、作曲家として広く知られるようになった。1996年（平成8年）大阪音楽大学大学院修了。
プロの吹奏楽団から、アマチュアバンドまで数多くの委嘱を受け新作を発表。選抜高等学校野球大会では2009年の第81回大会以降、入場行進曲の編曲も行う。
第92回選抜高等学校野球大会では、編曲したパプリカ（米津玄師作詞・作曲）が使われる予定だったが、大会そのものが新型コロナウイルス感染症の流行により中止となった。なお、曲を収録したオリジナルCDと楽譜は、購入希望の声が多く寄せられ、販売された。
21世紀の吹奏楽“響宴”会員。

## 主な作品
| 年   | 曲名                                                                                                 | 委嘱団体・受賞経歴 |
| ---- | --- | --- |
| 1988 | The Seventh Night of July（たなばた）                                                                | 『たなばた』と呼ばれることが大多数であるが、作曲者自身の説明では、JASRACに届け出ている正式タイトルは『The Seventh Night of July』である。 |
| 1992 | おおみそか                                                                                           | 授業の発表会のための作品 |
| 1996 | 式典音楽 - 開会宣言ファンファーレ「期待（Expectation）」 - 閉式通告ファンファーレ「調和（Harmony）」 | 第52回国民体育大会「なみはや国体」 |
| 1998 | 大仏と鹿                                                                                             | 奈良県吹奏楽連盟創立40周年記念 第3回 21世紀の吹奏楽“響宴”入選                                                                             |
| 1998 | 若草山のファンファーレ                                                                               | 奈良県吹奏楽連盟創立40周年記念 |
| 1999 | 賛美歌「天には栄え」 「諸人こぞりて」の主題による変奏曲                                              | 新潟ウィンドオーケストラ初演 |
| 2000 | Mi-na-to                                                                                             | 第4回 21世紀の吹奏楽“響宴"委嘱 |
| 2001 | 風の精                                                                                               | 大阪市音楽団 |
| 2001 | 海辺の道                                                                                             | 東京都・ホワイタルウインドアンサンブル |
| 2002 | 牡丹の花とねずみ                                                                                     | 大阪市音楽団 |
| 2002 | 湖の畔で                                                                                             | 龍谷大学学友会学術文化局吹奏楽部 |
| 2002 | 三角の山                                                                                             | 龍谷大学学友会学術文化局吹奏楽部 |
| 2002 | 山辺の道                                                                                             | 奈良ウィンドコンサートファミリー |
| 2003 | 森の贈り物                                                                                           | 龍谷大学学友会学術文化局吹奏楽部 |
| 2003 | お花たちのパーティー！                                                                               | 岐阜県立斐太高等学校吹奏楽部 |
| 2004 | 七五三                                                                                               | 龍谷大学学友会学術文化局吹奏楽部 |
| 2004 | ポロヌプ                                                                                             | 北海道 アンサンブル・フレンズ・ノ・メール                                                                                                 |
| 2005 | 雲に架かる橋                                                                                         | 埼玉県・春日部共栄高等学校吹奏楽部 第11回 21世紀の吹奏楽“響宴”入選                                                                        |
| 2005 | 行進曲「剱の光」                                                                                     | 海上自衛隊横須賀音楽隊 第12回 21世紀の吹奏楽“響宴”入選                                                                                    |
| 2005 | 三つの花ことば                                                                                       | 吹奏楽全集「新・アレグロ」収録曲 |
| 2006 | スライダーズ・ミックス                                                                               | バンドジャーナル 2006年9月号付録 |
| 2006 | 波の通り道                                                                                           | 龍谷大学学友会学術文化局吹奏楽部 |
| 2007 | ちびクラと吹奏楽の為のちっちゃな協奏曲                                                               | 第10回 21世紀の吹奏楽“響宴”委嘱 |
| 2007 | バルトークの主題による奇想曲                                                                         | 龍谷大学学友会学術文化局吹奏楽部 出版前のタイトルは『また一緒』                                                                           |
| 2008 | 藍色の谷                                                                                             | 龍谷大学学友会学術文化局吹奏楽部 |
| 2008 | 行進曲「南を守る鳥」                                                                                 | 奈良県吹奏楽連盟創立50周年記念 第15回 21世紀の吹奏楽“響宴”入選                                                                            |
| 2008 | 月明かりと渦潮                                                                                       | ソニー吹奏楽団創立50周年記念 |
| 2009 | てぃーだ                                                                                             | 陸上自衛隊第一混成団音楽隊 第13回 21世紀の吹奏楽“響宴”入選                                                                                |
| 2010 | I Love the 207                                                                                       | 京都府・大住シンフォニックバンド 第44回下谷奨励賞受賞 第14回 21世紀の吹奏楽“響宴”入選                                                     |
| 2012 | 響瀬(きょうらい)の鹿                                                                                 | 滋賀県・大津シンフォニックバンド |
| 2012 | 行進曲「博奕岬の光」                                                                                 | 海上自衛隊舞鶴地方隊創設60周年記念 第47回下谷奨励賞受賞 第16回 21世紀の吹奏楽“響宴”入選                                                   |
| 2013 | デカンショ・ラプソディ                                                                               | 兵庫県・篠山吹奏楽団 第48回下谷奨励賞受賞 第17回 21世紀の吹奏楽“響宴”入選                                                                 |
| 2015 | 行進曲「南鳥島の光」                                                                                 | 海上自衛隊東京音楽隊 第49回JBA下谷賞受賞 第19回 21世紀の吹奏楽“響宴”入選                                                                  |
| 2017 | 静かの海                                                                                             | 大阪音楽大学創立100周年記念 第51回JBA下谷賞受賞 第21回 21世紀の吹奏楽“響宴”入選                                                           |
| 2017 | 148の瞳                                                                                              | 埼玉県・春日部共栄高等学校吹奏楽部 |
| 2017 | 半音階的狂詩曲                                                                                       | なにわ《オーケストラル》ウィンズ |
| 2017 | スイート・コウベ                                                                                     | 神戸大学応援団総部吹奏楽部 |
| 2018 | ドデカフォニック・ファンファーレ                                                                     | 滋賀県・大津シンフォニックバンド |
| 2019 | ペンタトニック・ファンファーレ                                                                       | 岡山県・倉敷市民吹奏楽団グリーンハーモニー                                                                                                |
| 2024 | メルヘン                                                                                             | 2024年度 全日本吹奏楽コンクール 課題曲Ⅲ                                                                                                   |